# うねめ町
うねめ町（うねめまち）は、福島県郡山市に所在する町丁である。郵便番号は963-8036。

## 地理
郡山市役所本庁所管地域である旧郡山地区に属する。東側で富田町、西側で片平町とそれぞれ隣接する。市街地北西部に位置し、福島県道142号河内郡山線北側沿線の一角を範囲とする。うねめ団地として造成された区域であり、住宅地が全域に広がる。開成に所在する郡山警察署開成山交番、および堂前町に所在する郡山消防署本署がそれぞれ管轄にあたる。

## 世帯数と人口
2024年1月1日現在の世帯数と人口は以下の通りである。
| 町丁     | 世帯数  | 人口  |
| -------- | ------- | ----- |
| うねめ町 | 371世帯 | 815人 |

## 小・中学校の学区
市立小・中学校に通う場合、学区は以下の通りとなる。
| 番地 | 小学校               | 中学校                 |
| ---- | -------------------- | ---------------------- |
| 全域 | 郡山市立富田西小学校 | 郡山市立郡山第六中学校 |

## 交通

### 道路
- 福島県道142号河内郡山線

## 施設等
- うねめ団地
  - うねめ保育所